# Pianosonat nr 11 A-dur
Pianosonat nr 11 i A dur, K. 331, av Wolfgang Amadeus Mozart, är en pianosonat i tre satser. Det är inte säkert fastställt när Mozart komponerade sonaten, men troligen i Wien eller Salzburg omkring 1783. Sonaten består av tre satser; andante grazioso, en menuett och ett allegretto i turkisk stil. Andantet är ett tema med sex variationer. Den sista satsen, även kallad Alla Turca, är den mest kända. Alla Turca är inspirerad av turkisk marschmusik.